# Paradonea striatipes
Paradonea striatipes är en spindelart som beskrevs av Lawrence 1968. Paradonea striatipes ingår i släktet Paradonea och familjen sammetsspindlar.
Artens utbredningsområde är Namibia. Inga underarter finns listade i Catalogue of Life.